# RRAB-3
La RRAB-3 (Rus: ротативно-рассеивающая авиационная бомба, "bomba d'aviació rotatòria de dispersió"), que era coneguda com la Cistella de pa de Molotov (Finlandés: Molotovin leipäkori), era una bomba de caiguda lliure dissenyada i produïda per la Unió Soviètica. Era una de les bombes de la família de bombes RRAB.

## Història
Va ser utilitzada contra ciutats Finlàndia durant la Guerra d'hivern entre 1939 i 1940.
En 1939, el Ministre de Polítiques Exteriors Soviètic, Viatxeslav Mólotov, va dir que no estaven llançant bombes en Finlàndia, que estaven llançant aliments a la població finlandesa que estava en estat d'inanició. Però els finlandesos estaven rebent aliments per part del seu govern, suficient com per a poder viure de mode normal, i per això, els finlandesos van posar-li el sobrenom de "cistella de pa de Molotov" a la bomba RRAB-3. I van anomenar a les bombes incendiaries improvisades que utilitzaven contra els tancs soviètics com a Còctel molotov, una veguda per anar amb el menjar.
Aquesta descripció es va fer comuna entre el públic britànic en 1940. Durant el Blitz de Bristol, els habitants de la ciutat van donar-li el nom de "cistella de pa de Göring" a una bomba de característiques molt similars utilitzada pels alemanys contra ells.

## Disseny
La bomba consistia en un cilindre de 2,25 metres de llarg i 0,9 metres d'amplada (en el seu punt més gran).
Segons algunes descripcions, la bomba consistia en una gran càrrega principal d'alt explosiu junt amb submunicions incendiàries.
La descripció de la bomba segons John Langdon-Davies en 1940:
As it fell from an aircraft, a small turbine on the nose turned to release a spring loaded casing which, on opening, scattered 100 or more incendiary bombs; the main high explosive (HE) charge in the tail of the weapon continued to fall as a conventional bomb.
La seva traducció seria:
Quan la bomba estava caient de l'avió, una petita turbina situada en la punta de la bomba feia que aquesta obrís les petites comportes on estaven emmagatzemades les prop de 100 bombes incendiàries.la càrrega principal, situada en la part posterior de la bomba (propera a la cua d'aquesta), seguia caient com una bomba convencional d'alt explosiu.
Altres versions descriuen la bomba com un gran cilindre amb petites sales per a les submunicions, les quals estaven tancades durant el transport, però, en ser utilitzada, la bomba obria aquests compartiments i expulsava les petites bombes fora, utilitzant la força centrífuga que tenia la bomba en ser llançada (la qual començava a girar per a millorar la precisió en ser llançada). En aquestes descripcions no es mencionava cap tipus de càrrega explosiva principal.

## Variants
Els Soviètics disposaven de diverses variants de la bomba: la RRAB-1, la RRAB-2, la RRAB-3, amb capacitat de 1000, 500 i 250 kg respectivament, cadascuna d'elles capaces d'emmagatzemar diverses quantitats i tipus de submunicions, incloent d'alt explosiu, incendiàries i amb armes químiques.